# L'impero perduto
L'impero perduto è il secondo romanzo scritto da Clive Cussler in collaborazione con Grant Blackwood, appartenente ai Fargo Adventures.

## Trama
I protagonisti del romanzo sono i coniugi Sam e Remi Fargo, archeologi e cercatori di tesori, di La Jolla, in California. Durante una vacanza a Zanzibar essi ritrovano casualmente una misteriosa campana di nave, che si rivela appartenente all'incrociatore confederato Shenandoah. Con l'aiuto della fidata collaboratrice Selma Woondrash iniziano a seguire le orme di un avventuriero americano dell'Ottocento, Winston Lloyd Blaylock, e cercheranno di dipanare l'intreccio di un antico mistero capace di sconvolgere gli equilibri politici del Messico. Questa nazione è governata da un partito nazionalista, il Mexico Tenochta, che si ispira all'epoca precolombiana, ed in particolare all'Impero Azteco. Da Zanzibar, all'isola di Sukuti, in Tanzania, al Madagascar, fino all'isola di Krakatoa, in Indonesia, i coniugi Fargo saranno ostacolati in tutti i modi dal misterioso Itzli Rivera, un ex militare che agisce su ordine diretto del presidente messicano Quauhtli Garza. Rivera deve impedire a tutti i costi la scoperta del luogo di origine dell'impero azteco, il mitico Chicomoztoc.

## Edizioni
- Clive Cussler e Grant Blackwood, L'impero perduto, collana La Gaja Scienza, traduzione di Seba Pezzani, Longanesi, 28 febbraio 2013,  p. 414, ISBN 9788830435650.
- Clive Cussler e Grant Blackwood, L'impero perduto, traduzione di Seba Pezzani, I Grandi TEA, TEA, 12 giugno 2014,  p. 410, ISBN 9788850236640.